# Илич, Милан (1921)
Милан С. Илич (серб. Милан С. Илић; 1921, Прибельци — 25 сентября 1942, Яйце) — югославский партизан, участник Народно-освободительной войны, Народный герой Югославии.

## Биография
Родился в 1921 году в селе Прибельци (близ Шипово). Окончил в родном селе основную школу, отправился затем в Белград в поисках работы, однако после нескольких месяцев безуспешного поиска вернулся в село. Под влиянием своего учителя Неманьи Влатковича, коммуниста по политическим убеждениям, и лидера Союза коммунистов Югославии в Яйце Юсуфа Филиповича Милан вступил в партию (в 1941 году) и возглавил рабочее движение.
После начала войны с Германией вступил в народное ополчение. Вскоре попал в плен к усташам. Несмотря на продолжительные пытки и побои, которые продолжались в течение двух месяцев, усташи не смогли получить какую-нибудь информацию и отпустили Милана, посчитав его психически нездоровым. Вскоре Милан вступил в партизанские ряды города Янь и возглавил 3-ю роту батальона «Пелагич» из 3-го краинского партизанского отряда. Участвовал в боях за Мрконич-Град в начале 1942 года, отбивая своей ротой атаки немцев. В начале апреля 1942 года он вошёл со своей ротой в состав нового противочетницкого Ударного батальона из Мрконич-Града, став там партийным руководителем. Участвовал с ротой в битве за Козару и освобождении Пискавицы.
По возвращении в Янь в конце июня 1942 года получил должность замполитрука в батальоне «Пелагич».
Во время битвы за Яйце 24 сентября 1942 года Милан помог партизанам взять город и освободить его от немецких и хорватских захватчиков — взял здание завода «Электробосна», разрушил вражеские укрепления и первым со своим батальоном прорвался в город, однако был смертельно ранен вражеской пулей.
27 ноября 1953 года посмертно награждён званием Народного героя Югославии.